# Charles Jean-Baptiste Colson
Pour les articles homonymes, voir Colson.
Charles Jean-Baptiste Colson est un peintre français, né en 1810 à Strasbourg et mort en 1888 à Saint-Mandé.

## Biographie
Née le 15 août 1810 à Strasbourg, fils d'un ancien militaire, il est admis à l'Ecole des Beaux-Arts de Paris le 17 mai 1827 où il est l’élève d'Antoine-Jean Gros. 
En 1836, il accompagne le peintre Jean Joseph Vaudechamp et d'autres peintres français lors d'un voyage à la Nouvelle-Orléans depuis Le Havre. Sa sœur Honorine Colson St Clair fait également partie des passagers du Salem. Le séjour de Colson en Louisiane dure environ deux ans. En 1840, il adresse deux portraits, dont  M. de la Forest, consul général de France, à l’exposition de l'Apollo Association de New-York.   
A son retour en France, il réside à Paris puis à Bordeaux et est également actif à Agen.   
De 1838 à 1850, il présente régulièrement des portraits au Salon et bénéficie de plusieurs commandes de copies d'œuvres anciennes au profit de la mairie d'Agen (Le Christ en croix, 1842, La Sainte Famille, 1843, Saint Michel terrassant le dragon, 1845). Il voyage à Londres en 1871, accompagné de son fils Auguste Charles Colson. À partir de 1872, ce dernier dirige une agence d'émigration vers l'Amérique.  
Lors de la réintégration de Charles Jean-Baptiste Colson dans la nationalité française en 1883, il a quitté le Sud-Ouest de la France et réside à Saint-Mandé où il décède le 18 janvier 1888 à son domicile du 10 avenue Victor Hugo.

## Œuvres dans des collections permanentes
- M. Carti, 1837, Louisiana State Museum,
- Créole lady, 1837, Louisiana State Museum,
- Portrait de Madame Daniel Guestier, 1847, musée des arts décoratifs et du design, Bordeaux,
- Portrait de Jean Landard et de son fils Pierre, 1856, musée d’Aquitaine, Bordeaux.
- Saint Vincent de Paul avec une Fille de la Charité, un lazariste et un infirme, église paroissiale Saint-Pierre, Clairac (Lot-et-Garonne)

## Participations aux salons
- 1838 : trois portraits d’homme,
- 1839 : trois portraits d’homme,
- 1841 : trois portraits d’homme,
- 1845 : Portrait de Mme Thirial, née Aubry-le-Comte, Portrait de Mme V...
- 1846 : Portrait de M. Julien L..., Portrait de Mlle P. D..., Portrait de M. Frédéric Gaillardet, Portrait de M. Marc Constantin,
- 1847 : Portrait de M. Hébert, Portrait de M. T..., capitaine d'état-major, Portrait de Mme Le Royer du Bisson,
- 1848 : Portrait de M. Ch..., Portrait de Mme Ch..., Portrait de M. Colson fils,
- 1850 : Portrait de Mlle de L. H....